# Purkyňové

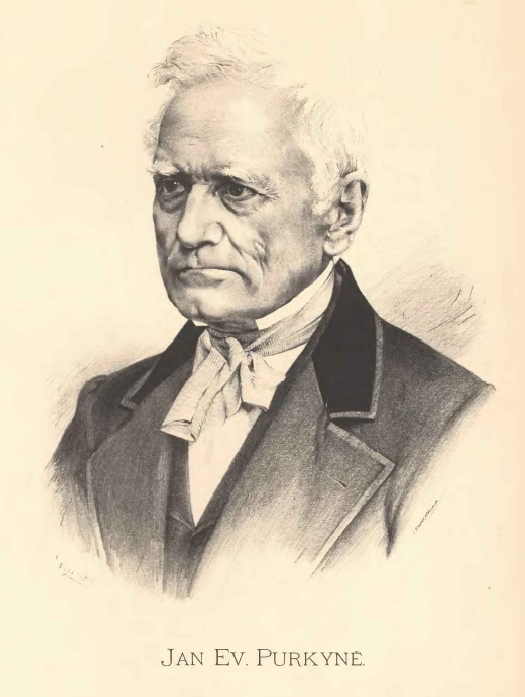
Jan Evangelista Purkyně na portrétě Jana Vilímka

Purkyňové (původně Purkinje, německy Purkinie) jsou příslušníci českého šlechtického rodu, který založil český vědec Jan Evangelista Purkyně. V roce 1868 byl povýšen do šlechtického stavu, v různých oborech ve vědě a kultuře se uplatnilo i jeho potomstvo v několika generacích. Později se rod rozdělil na lounskou a pražskou větev. Potomci rodu žijí dodnes.

## Historie
Zakladatel rytířského rodu je Jan Evangelista Purkyně, jemuž císař František Josef I. dne 22. dubna 1868 udělil rytířský kříž Leopoldova řádu, vysoce prestižní ocenění, které osoby jeho společenského postavení obvykle nezískávaly. Dne 31. května následujícího roku požádal již těžce nemocný Purkyně na základě tohoto řádu o povýšení do rytířského stavu. Udělen mu byl listinou ze dne 15. července 1869, čím zároveň získal i erb. K žádosti o udělení šlechtického titulu jej přesvědčili příbuzní, majestát s povýšením převzal právní zástupce rodiny až v září 1869.
Jan Evangelista Purkyně se narodil roku 1787 v Libochovicích. Otec Josef byl správcem libochovického panství a vzal si za manželku Rosalii, rozenou Šafránkovou.
Jan Evangelista Purkyně se posléze roku 1818 stal asistentem na pražské lékařské fakultě. Roku 1827 se pak oženil s Julií Rudolphi (1800–1835). Ta mu vedle dvou dcer dala i dva syny, Emanuela a mladšího Karla.
Jeho syn Emanuel Purkyně založil lounskou větev rodu, Karel Purkyně větev pražskou.

### Lounská větev
Emanuel Purkyně (17. prosince 1831, Vratislav – 23. května 1882, Bělá pod Bezdězem) se oženil s Emilií Braunerovou. Byl meteorolog a botanik. Se svou chotí měl syna a dceru.
- Julie Purkyňová (1876/75–1928) byla nadaná klavíristka, stala se kantorkou hudby a cizích jazyků v Hradci Králové. Zemřela bezdětná v 52 letech na srdeční mrtvici.

- Otakar Purkyně (1861[6]–1915) po ukončení lékařských studií pracoval jako primář v Lounech, zároveň byl však stejně jako jeho dcera velice nadaným hudebníkem. Jeho manželkou byla Emilie Rosa roz. Hilbertová, dcera advokáta Petra Pavla Hilberta a jeho chotě Karoliny.

- - Otakar Purkyně (1892–1920), MUDr., sekundář v Brně
  - Emanuel Purkyně (1895–1929), RNDr., zoolog a paleontolog, zaměstnanec Státního zdravotního ústavu, ∞ Marie, rozená Macháčková (1899–1969) 
    - Blanka Eva (1923–1969), ∞ 1945 Vilém Benda (1916–1970), ředitel Židovského muzea v Praze

  - Jan Purkyně (1896[7]–1942), právník
  - Jiří Purkyně (1898–1942), profesor obchodní akademie v Hradci Králové, popraven. Manželka Marie Pižlová (1900–1979) 
    - Ludmila Purkyňová (1928–1990), malířka, ∞ Zbyněk Sekal (1923–1998), sochař, malíř, překladatel
    - Milada Purkyňová (1932–2024), ∞ ing. Lumír Kubín (1929–2008)

O synech Otakar a Jan se nevyskytuje mnoho zpráv, nejspíše zůstali bezdětní, a pokud tomu tak je, vymřela by lounská větev Janem či Jiřím po meči.

### Pražská větev
Za zakladatele pražské větve je považován Karel Purkyně, narozen (15. března 1834, Vratislav, nyní Polsko – zemřel 5. dubna 1868 Praha-Nové Město), malíř, kreslíř a výtvarný kritik. Se svou chotí Marií, rozenou Wiedermannovou (1841–1914, Vratislav) měl dva syny a jednu dceru.
- Jan Evangelista Purkyně (1860–1908), Ing., hygienik, továrník, ∞ Eliška, rozená Čapková (1868–1933)
  - Olga Purkyňová (1906–2008) ∞ Otakar Fibinger (1901–1950), advokát, 1947 příjmení Purkyně
    - Otakar Purkyně (1930–2008) ∞ Eva 
      - Jan Purkyně (1954–1976), medik
      - Helena Šimůnková (1961)        ∞ Marta roz. Dvořáčková
      - Lucie Boldysová (1965–2025)

    - Jan Purkyně (1936–2007)  ∞ Ludmila 
      - Eliška Ochodková (1965)        ∞ Jana roz. Pupíková
      - Jan Purkyně (1978)        ∞ Šárka roz. Šustíková (1961)
      - Eva Purkyňová (1999)

  - Jan Purkyně (1890–1952), bankovní úředník, ∞ 1918 Josefa, rozená Nohová 
    - Jan Purkyně (1921–1989), MUDr., I. ∞ 1955 Věra, rozená Zemanová (1930), II. ∞ 1974 Irena, rozená Svatošová (1940)

  - Miroslav Purkyně (1895–1953) ∞ 1933 Zdenka, rozená Vondroušová (1908–2000) 
    - Miroslav Purkyně (1934–), Ing., náměstek ministra financí ČR 1990–1995, ∞ Jaroslava, rozená Kubešová (1941–)
- Cyril Purkyně (1862–1937), RNDr., ředitel Státního geologického ústavu 1919–1934,  ∞ Berta, rozená Feistmantelová (1895–1908)
  - Cyril Purkyně (1895–1963), JUDr., ředitel Zoo Praha 1949–1959, ∞ 1938 Jarmila, rozená Cafourková (1911–1983)
- Rozálie (1864–1951), malířka, ∞ 1882 Rudolf Pokorný (1853–1887), spisovatel[9]

## Známí představitelé

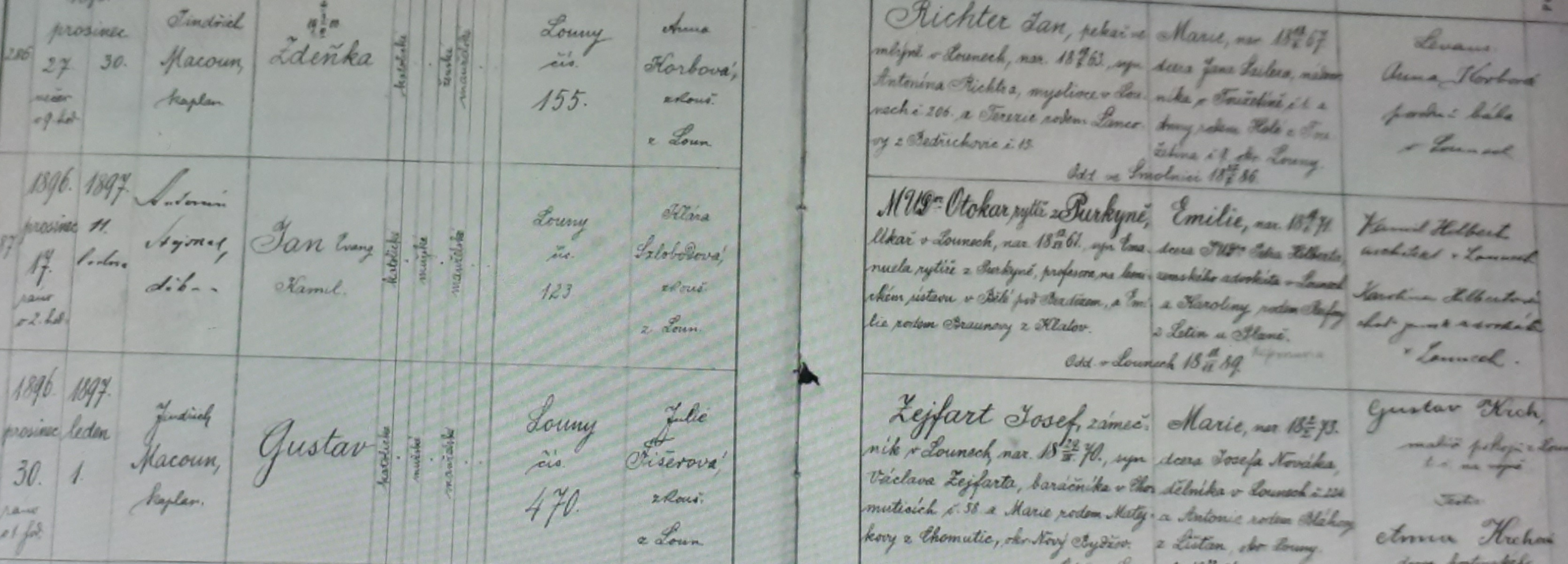
Matriční záznam o narození a křtu Jana Purkyně

- Jan Evangelista Purkyně (1787–1869), český přírodovědec, fyziolog, biolog, básník a anatom; objevil daktyloskopii a je považován za jednoho ze spoluzakladatelů cytologie
- Karel Purkyně (1834–1968), malíř kreslíř a výtvarný kritik; jako portrétista se zařadil mezi přední osobnosti evropského realismu poloviny 19. století[10]
- Emanuel Purkyně (1831–1882),  botanik, meteorolog a středoškolský profesor[11]
- Cyril Purkyně (1862–1937), přírodovědec; profesor ČVUT v Praze, Dr.h.c. Univerzity Karlovy (1932), 1919–34 první ředitel Státního geologického ústavu ČSR; zabýval se strukturní a aplikovanou geologií, studiem kvartéru; spolupracoval s Národním muzeem v Praze a založil archiv hlubinných vrtů a soupis lomů Československa[12]
- Emanuel Purkyně (1895–1929), český biolog, zdravotník zoolog, paleontolog, hygienik, knihovník, člen Sokola a vodárenský odborník[13]
- Jiří Purkyně (1898–1942), český středoškolský profesor, komunista, protinacistický odbojář[14]